# Gaspard Dughet

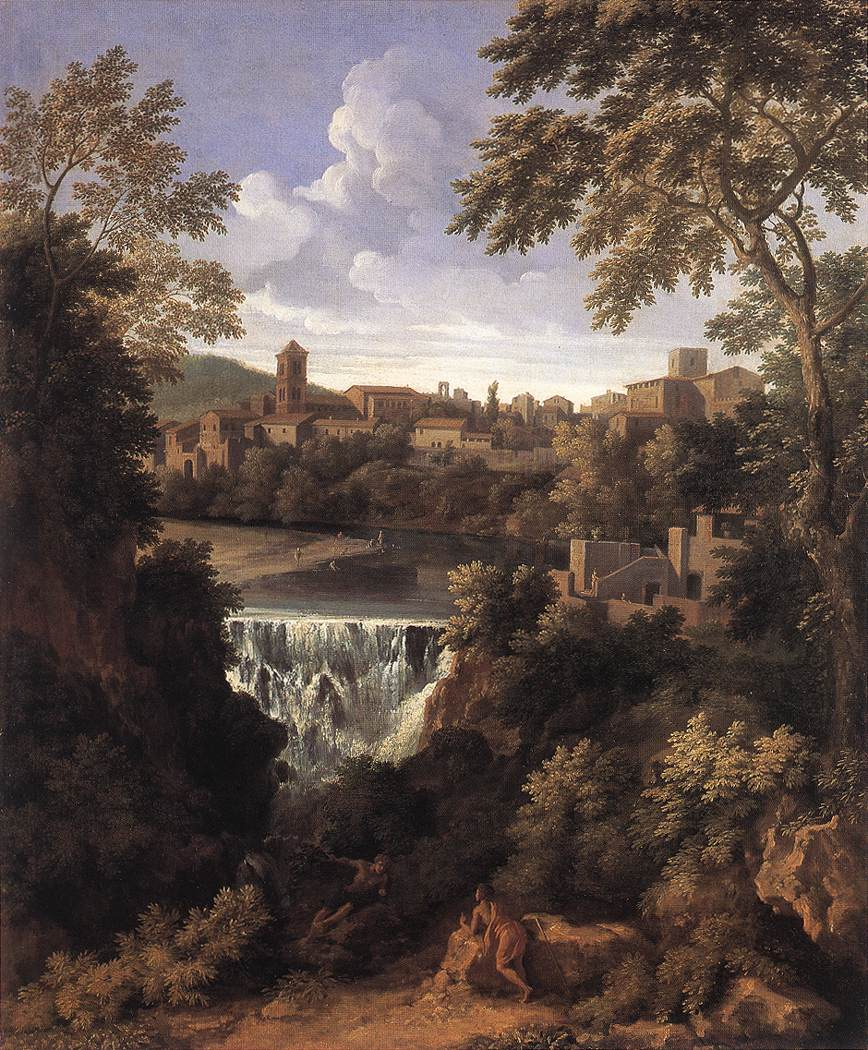
Wodospady w Tivoli, 1661

Gaspard Dughet, znany też jako Gaspard Poussin, (ur. 15 czerwca 1613 w Rzymie, zm. 27 maja 1675 tamże) – barokowy pejzażysta pochodzenia francuskiego, żył i pracował w Rzymie i na terenie Campagna di Roma.  Tworzył przeważnie pejzaże sztalugowe (nieznana jest dokładna liczba jego dzieł), a także freski.

## Życiorys
Był przybranym synem i uczniem Nicolasa Poussina, który w 1630 poślubił jego siostrę; Dughet sam dobrał sobie nazwisko swego o wiele sławniejszego szwagra. Specjalizował się w popularnym wówczas malarstwie pejzażowym, posługując się temperą, gwaszem i tradycyjną techniką olejną. Tematem jego prac były włoskie krajobrazy, często wzbogacane o niewielkie sceny figuralne nawiązujące do wątków biblijnych i starożytnych. Obrazy Dugheta nie aspirują do głębszej, intelektualnej interpretacji przeszłości, odnoszą się głównie do piękna natury. Dzięki dekoracyjności swoich dzieł, artysta odniósł znaczny sukces, jeśli mierzyć ten popularnością raczej niż jakością. Pracował na zlecenie możnych rodów tamtej epoki (Colonnów,  Doriów, Borghesów), duchowieństwa (kardynała Ottoboni, papieża Innocentego X., karmelici przy bazylice San Martino). W XVIII w. jego pejzaże zdobyły sławę w Wielkiej Brytanii, wchodząc do licznych kolekcji i wywierając wielki wpływ  nie tylko na malarstwo i sztukę ale i na kształtowanie krajobrazu (parki, ogrody).
W Łazienkach Królewskich znajduje się obraz pt. "Krajobraz arkadyjski z ruinami" z XVIII w., który można oglądać na drugim piętrze Pałacu Myślewickiego.